# Andrzej Stelmach (politolog)
Andrzej Stelmach (ur. 30 czerwca 1955 w Sztumie) – polski politolog, profesor nauk społecznych. Specjalizuje się w systemach politycznych. Profesor na Wydziale Nauk Politycznych i Dziennikarstwa Uniwersytetu im. Adama Mickiewicza w Poznaniu, gdzie kieruje Zakładem Systemów Politycznych oraz, w latach 2016–2024, pełnił funkcję dziekana (w kadencji 2012–2016 pełnił funkcję prodziekana ds. nauki).
Habilitował się w 2004 na podstawie oceny dorobku naukowego i monografii pt. Zmiana i stabilność w systemie politycznym współczesnej Rosji. 28 września 2020 roku decyzją prezydenta RP otrzymał tytuł naukowy profesora.